# Église Saint-Bertrand-de-Comminges de Saint-Lary
L'église Saint-Bertrand-de-Comminges est une église catholique du XXe siècle située à Saint-Lary-Soulan, dans le département français des Hautes-Pyrénées en France.

## Localisation
L'église Saint-Bertrand-de-Comminges de Saint-Lary est située sur l'emplacement du presbytère, voisin de l'ancienne église dédiée à Saint Hilaire.

## Toponymie
L'église est dédiée à saint Bertrand de Comminges en souvenir de l'ancien diocèse dont dépendait la vallée d'Aure.

## Historique
L'ancienne église Saint-Hilaire datant de l'époque romane fut détruite en 1949 afin d'élargir le passage de la voie pour la construction du barrage de Cap de Long.
L'église actuelle a été construite entre 1950 et 1952 d'après les plans de l'architecte tarbais Jean Martin avec des matériaux modernes (béton armé, ciment). L'église fut consacrée le 16 octobre 1952.

## Architecture
L'église est orientée, ce qui signifie que le chœur est du côté de l'orient (l'est) ; il est terminé par un chevet plat.
Sa façade est percée d'ouvertures et présente un haut clocher-mur. La nef dotée de voûtes est doublée de collatéraux.
 Le mur du chœur est orné d'une peinture exécutée par Francoise Pawlak en 1985. Un grand vitrail représentant le Buisson ardent réalisé en 1999 par Henri Guérin (verrier) orne l'entrée principale.

## Galerie

Sélection de vues diverses
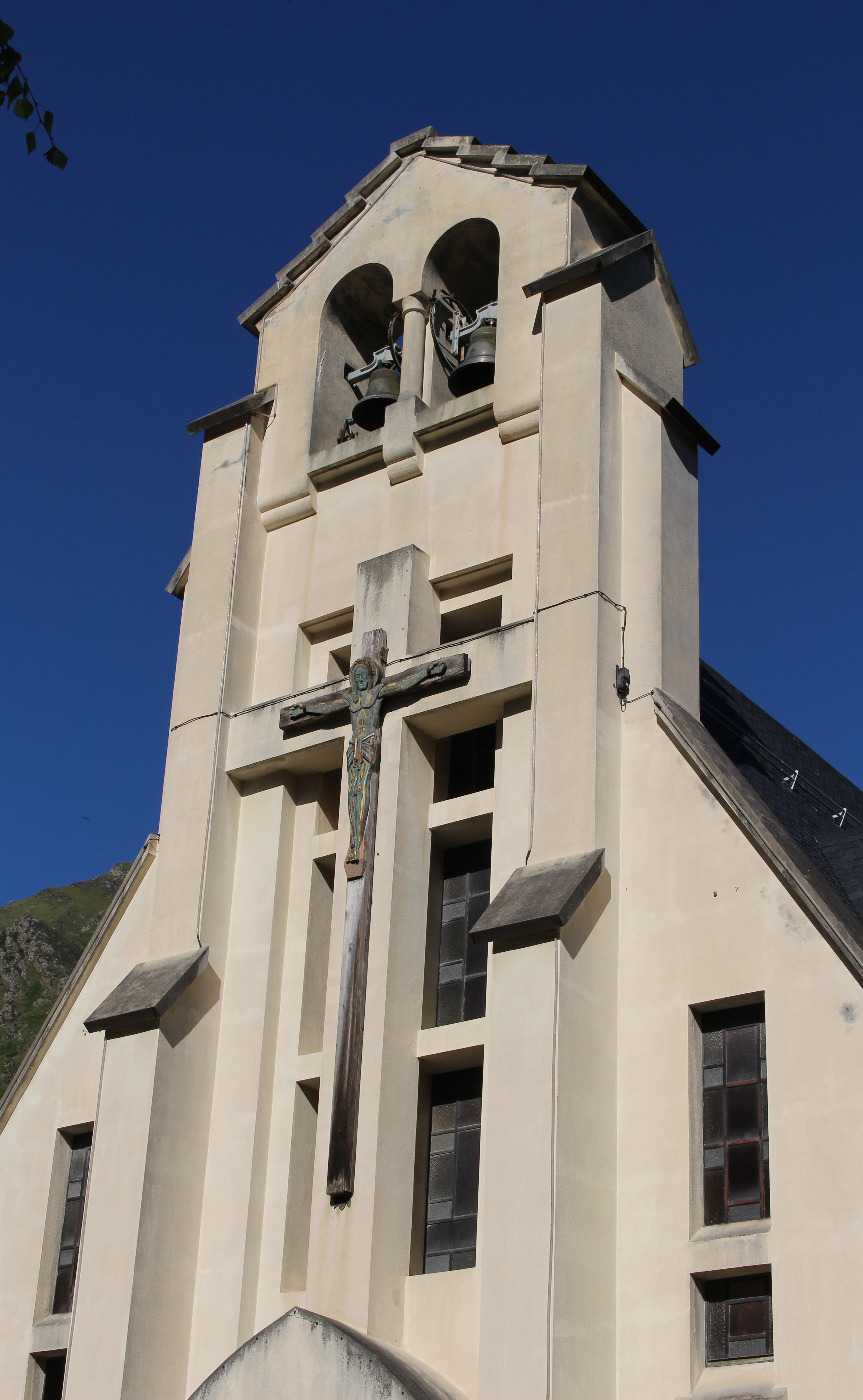
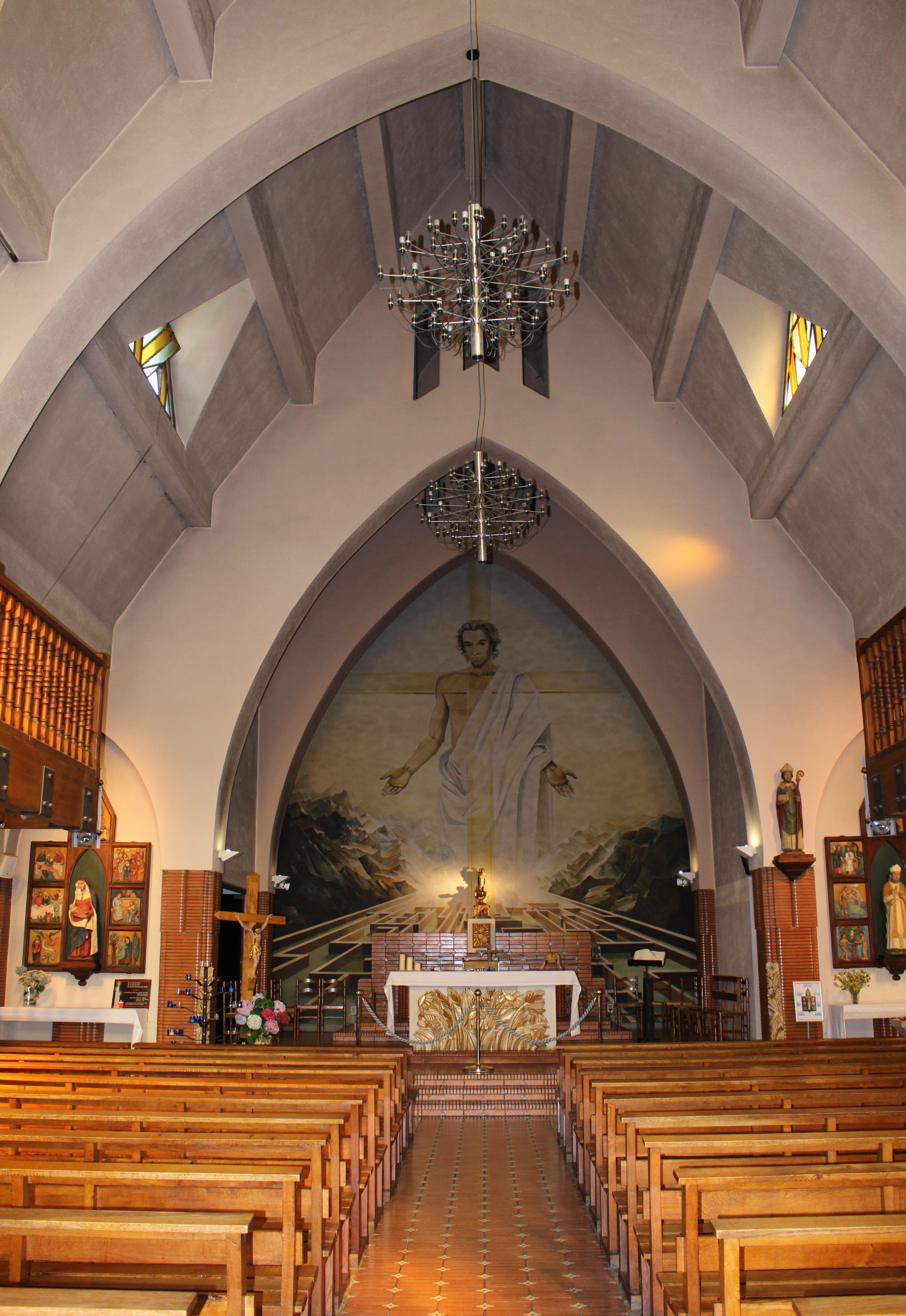
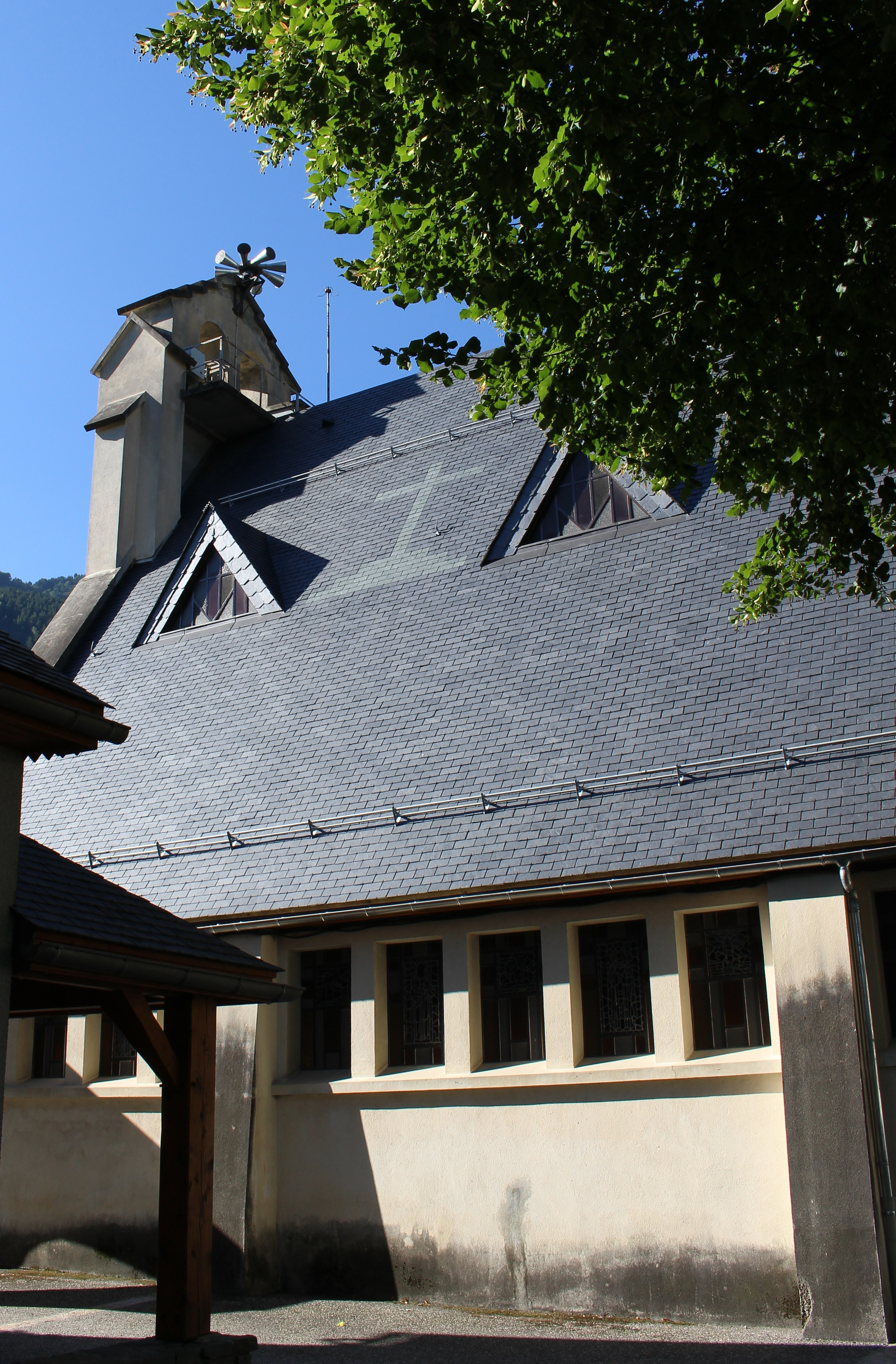
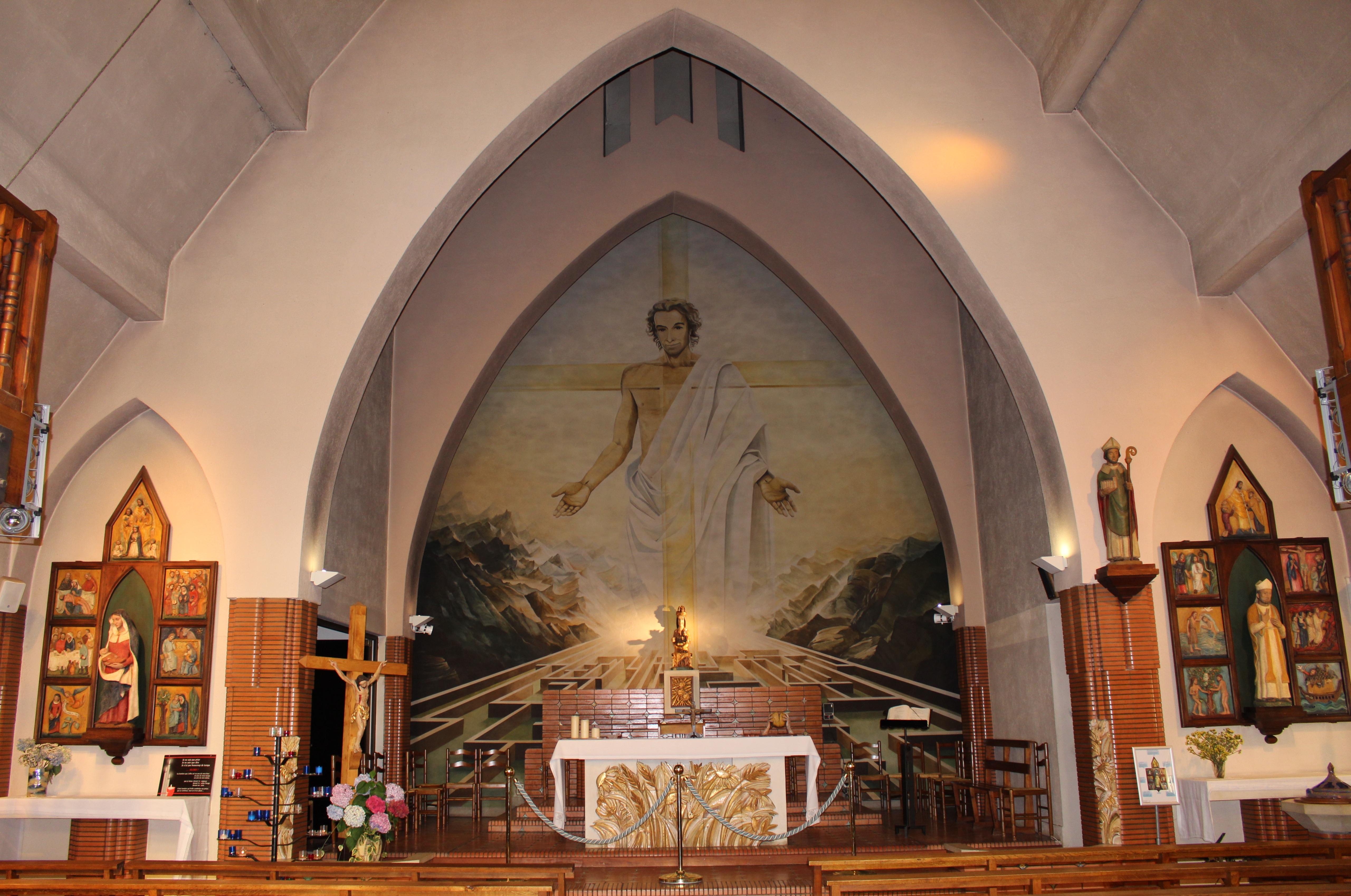